# میرونیفکا
شهر میرونیفکا (به روسی: Миронівка) در استان کیف در کشور اوکراین واقع شده‌است. جمعیت این شهر ۱۳٬۳۶۸ نفر است.

## نگارخانه

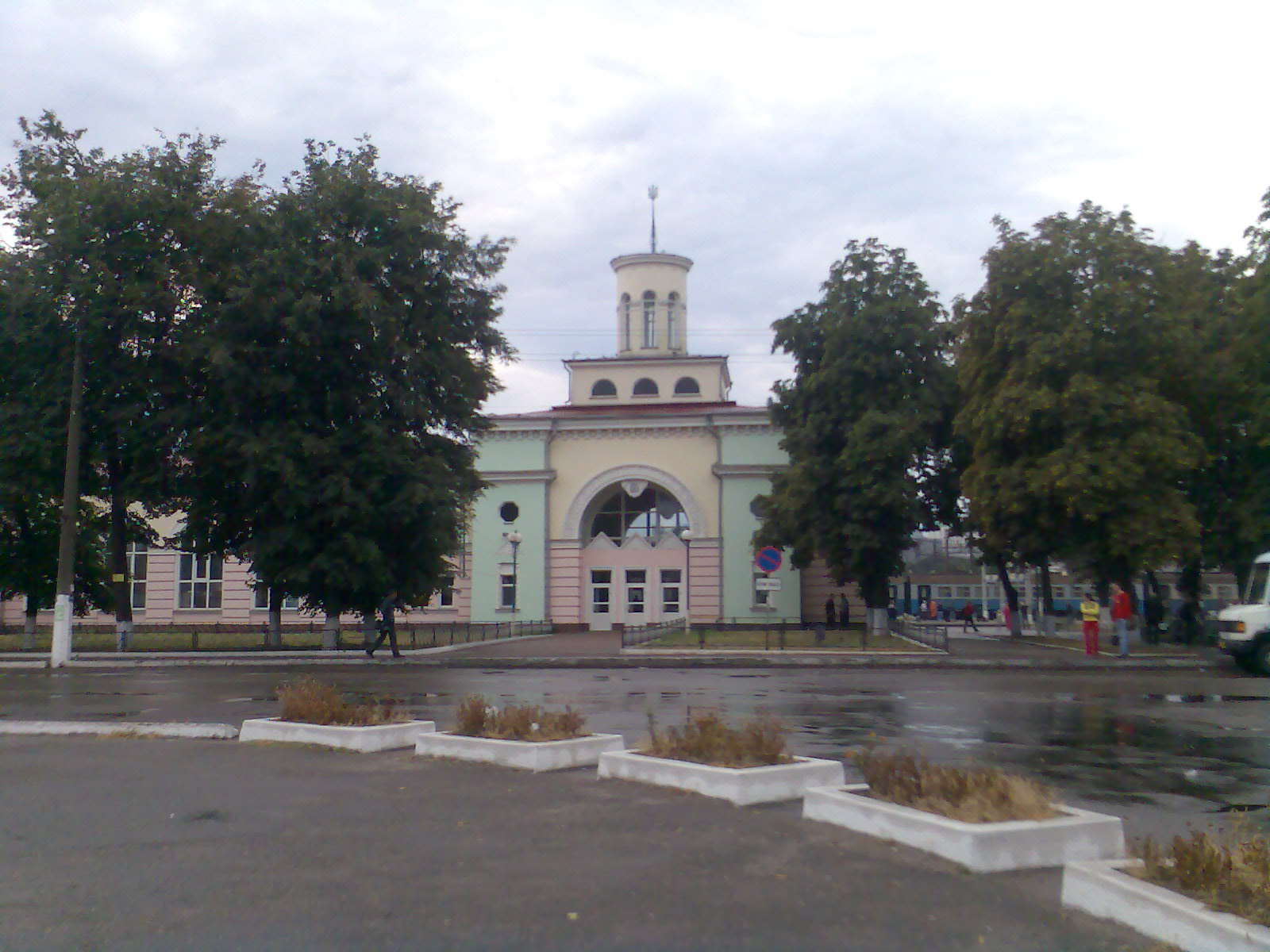
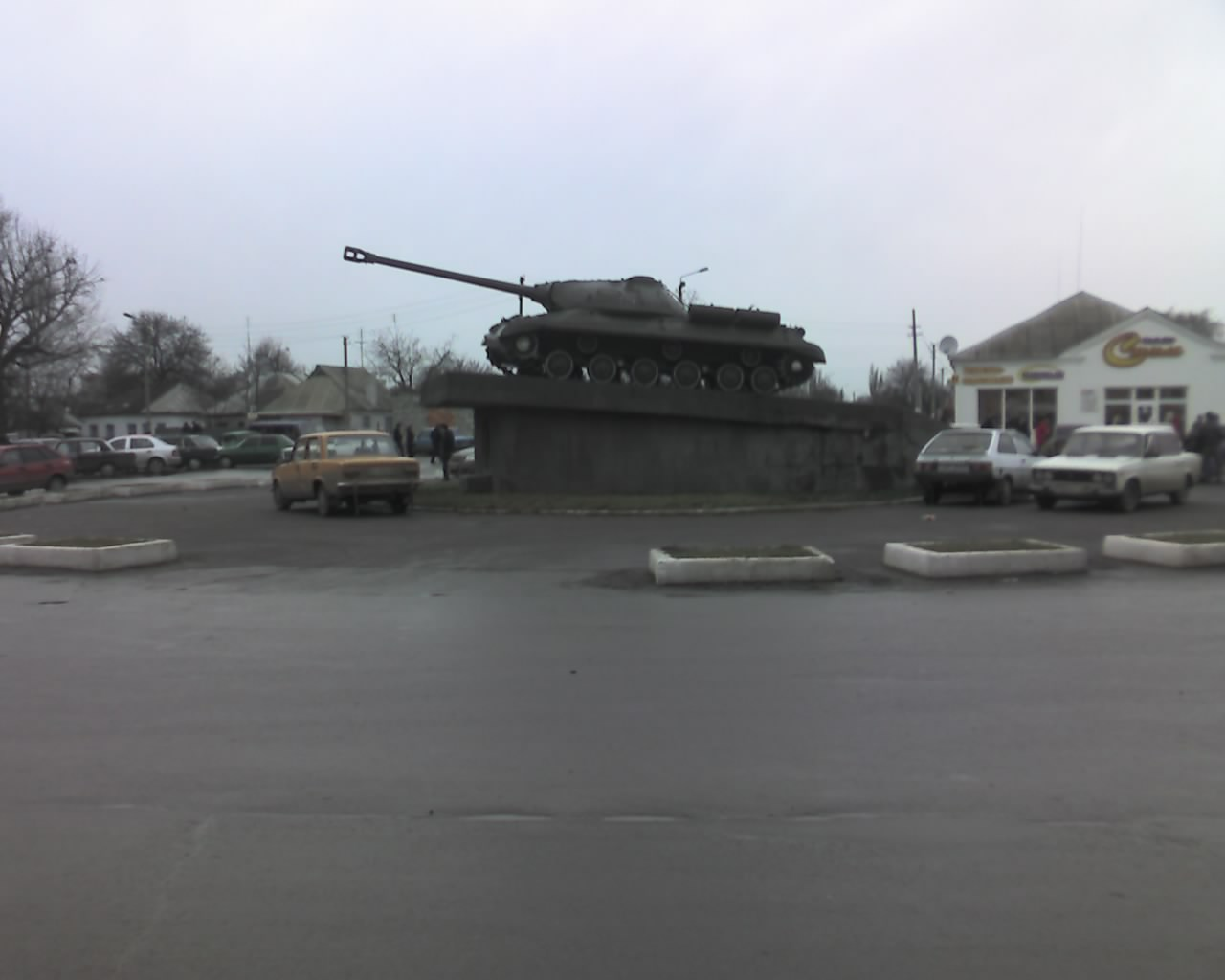
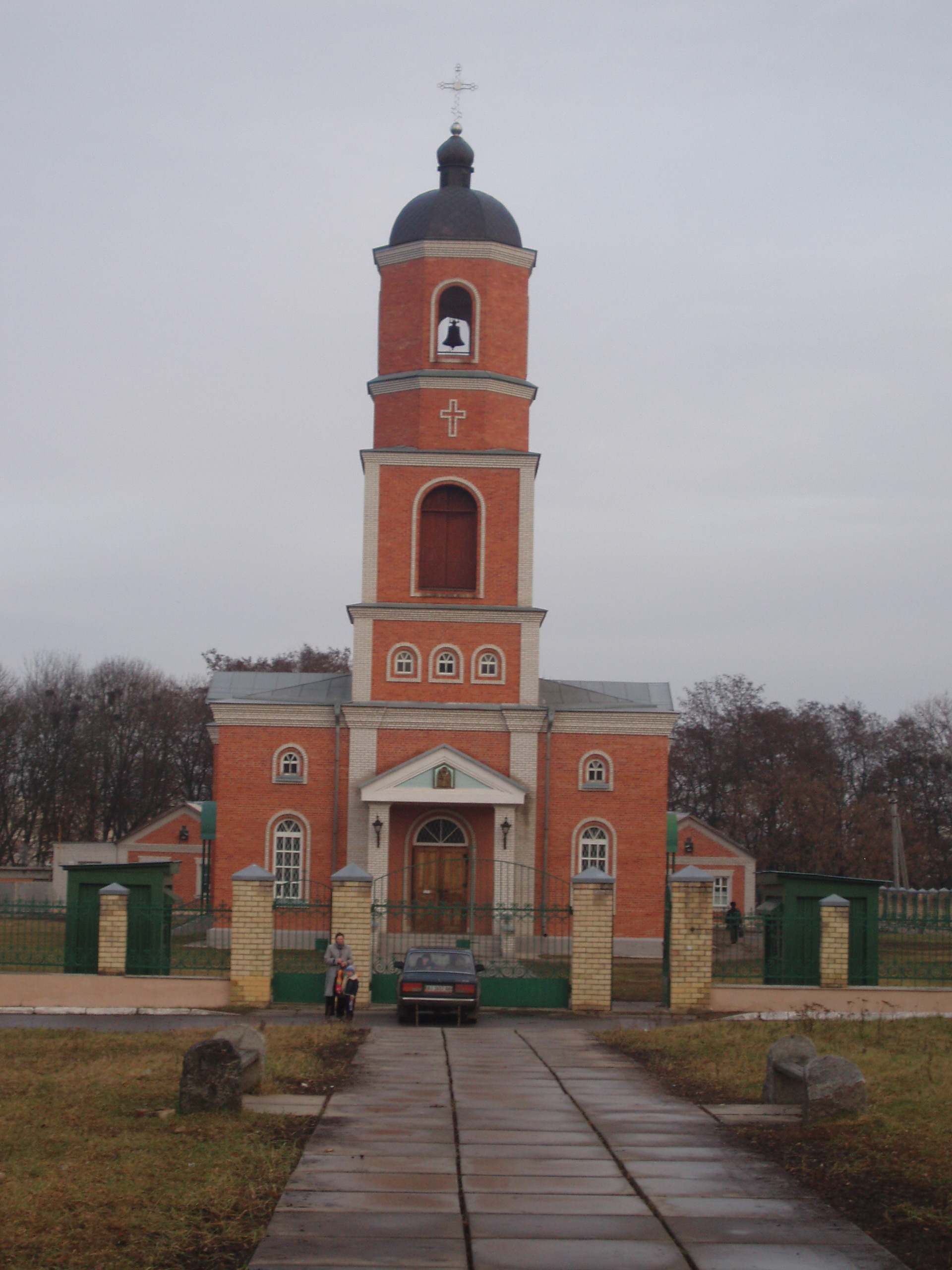